# Enceintes de Poitiers
 (juillet 2018).
Si vous disposez d'ouvrages ou d'articles de référence ou si vous connaissez des sites web de qualité traitant du thème abordé ici, merci de compléter l'article en donnant les références utiles à sa vérifiabilité et en les liant à la section « Notes et références ».
Les enceintes de Poitiers sont les différentes  enceintes  et fortifications, qui au long de son histoire, ont entouré la ville de Poitiers et dont il reste aujourd'hui un certain nombre de vestiges architecturaux, ainsi que des imitations décorant des aménagements urbains récents.

## Enceinte gallo-romaine
La ville de Limonum (c'est-à-dire Poitiers) est naturellement défendue par son emplacement géographique : un plateau presque entièrement entouré de deux cours d'eau sauf sur une petite zone, la Tranchée, où l'on peut creuser une douve de défense ; et de l'autre côté des cours d'eau, d'imposantes falaises. En tant qu'oppidum gaulois puis cité romaine, elle n'a donc pas eu besoin au départ d'importantes fortifications.
À partir de la crise du troisième siècle, quand l'empire romain sombre dans le chaos militaire, la régression économique et sociale, et commençant à subir des invasions barbares, la ville construit d'épaisses murailles de plusieurs mètres d'épaisseur pour se défendre en cas d'attaque. Mais elle n'a pas les moyens de protéger la totalité de son territoire : la ville antique couvrait la totalité du promontoire entre le Clain et la Boivre, avec des faubourgs au-delà, ce qui était très vaste pour une cité gallo-romaine. La muraille, elle, ne couvre qu'une partie du centre-ville historique, entre le Palais des comtes et la Cathédrale Saint-Pierre. Les grandes arènes romaines notamment sont laissées à l'extérieur des murs.
Cette enceinte gallo-romaine restera en grande partie en place jusqu'à la Renaissance.

## Enceinte médiévale

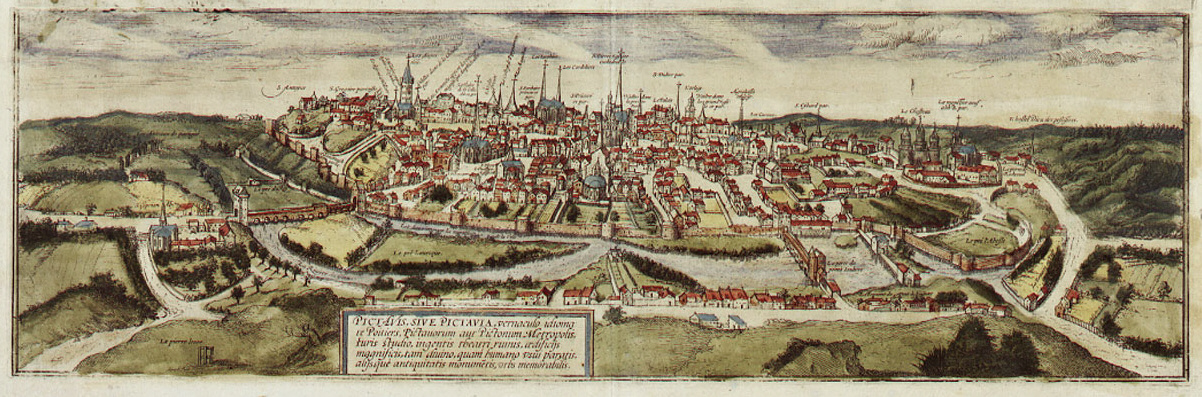
Vue topographique du Civitates Orbis Terrarum de Georg Braun, montrant la ville de Poitiers et ses fortifications côté Clain (XVIe siècle).

Les derniers comtes ramnulfides de Poitiers construisent des fortifications autour du promontoire, que complète la reine Aliénor d'Aquitaine. Le duc Jean de Berry en transforme ensuite une tour en château triangulaire richement décoré, au point de confluence entre la Boivre et le Clain.
Ce sont ces enceintes qui sont représentées dans divers dessins, tableaux ou gravures notamment ceux illustrant le siège de Poitiers par les troupes protestantes de Coligny en 1569.

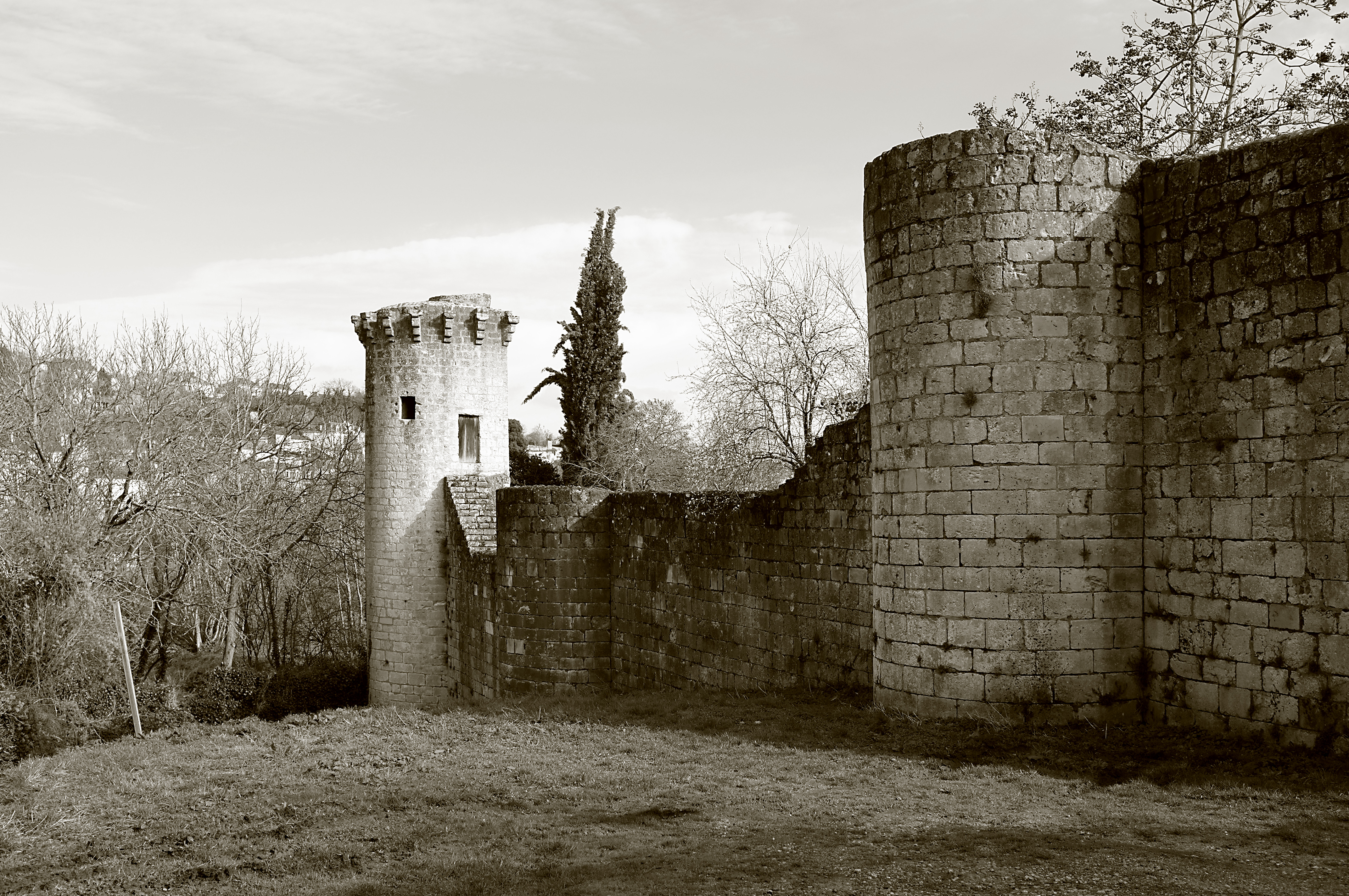
Vue des enceintes, rue des Remparts.
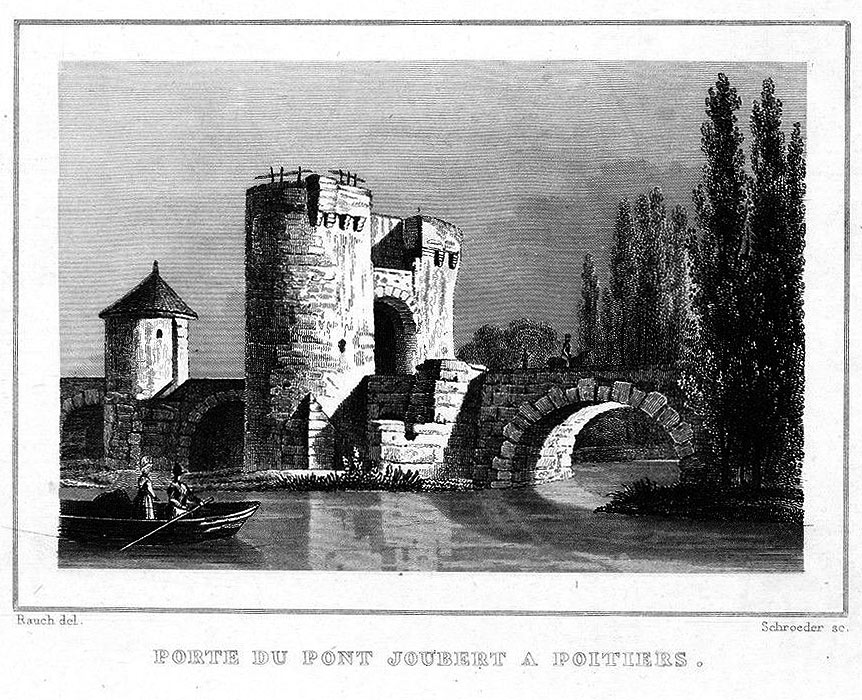
Porte du Pont Joubert, gravure d'après Charles Rauch.
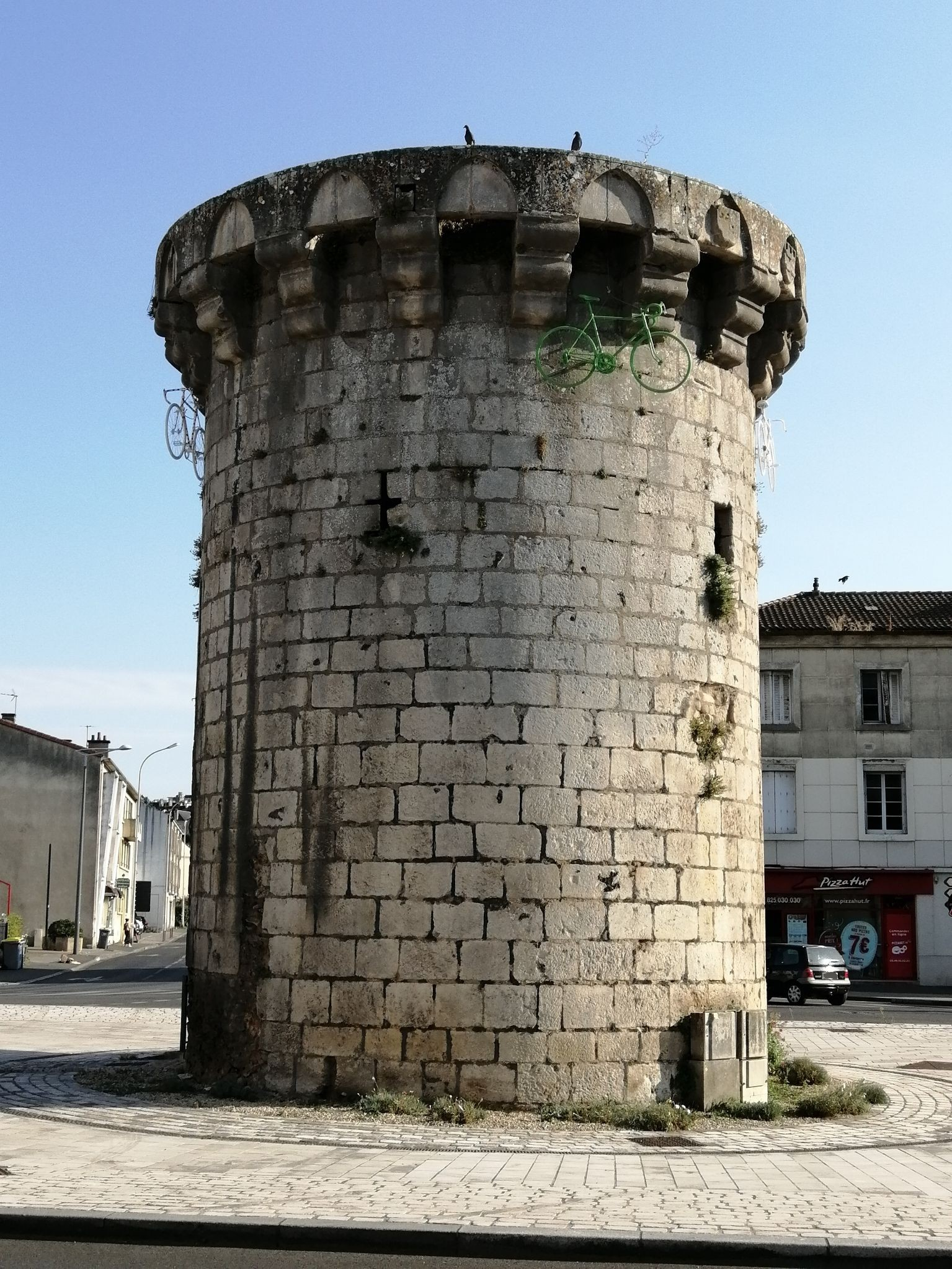
Tour du Cordier de la porte de Paris.

## Aménagements et destruction des remparts
Intendant du Poitou, le comte de Blossac Paul Esprit Marie de La Bourdonnaye procède à divers aménagements dans la ville et en particulier celui d'un grand jardin public à la française, le parc de Blossac. Il y intègre alors des simili-remparts comme soutien et décoration.
Les enceintes médiévales sont progressivement et presque entièrement détruites au fur et à mesure des aménagements de la ville pour la voiture et le rail. Tout le côté ouest de la ville, y compris les remparts et la Boivre, sont remodelés au XIXe siècle pour permettre la construction du chemin de fer et de la gare ; seule subsiste aujourd'hui la Tour du Cordier au centre de l'actuelle place Jean de Berry (dite  « Porte de Paris »).
À ce moment, comme au parc de Blossac, la falaise et les terrasses sont aménagées pour rappeler un mur d'enceinte. 
Côté est, toutes les fortifications en rive du Clain sont rasées et remplacées par un boulevard périphérique, comme dans de nombreuses autres villes. La porte du Pont Joubert est également démolie afin d'élargir la voie pour le passage des automobiles. La porte Saint-Lazare au Nord est rasée après la Seconde Guerre mondiale.

## Protections
Divers éléments des différentes enceintes sont protégées au titre des monuments historiques : la porte de la Tranchée et ses deux pavillons à gauche et à droite de ladite porte, les anciens murs de clôture de la Promenade de Blossac depuis la porte de la Tranchée jusqu'à la tour dite à l'oiseau inclusivement, le front de la Tranchée depuis les ateliers Proux jusqu'à la tour à Prieur ou tour Achard qui pointe vers la Boivre, les trois tours de l'ancien château, au confluent de la Boivre et du Clain, les douves comprises entre l'usine Savale et la porte Achard sont classés par arrêté du 11 janvier 1921 ; la tour Aymard de Beaupuy sise près de l'ancien moulin du Pont-Achard sur la Boivre est inscrite par arrêté du 18 mai 1926.